# Малые Жары
Малые Жары — деревня в Расловском сельском поселении Судиславского района Костромской области России.

## История
Согласно Спискам населенных мест Российской империи в 1872 году деревня Малые Жары (Малый Жар) относилась к 2 стану Костромского уезда Костромской губернии. В ней числилось 5 дворов, проживало 11 мужчин и 14 женщин.
Согласно переписи населения 1897 года в деревне проживало 69 человек (27 мужчин и 42 женщины).
Согласно Списку населенных мест Костромской губернии в 1907 году деревня Малый Жар относилась к Апраксинской волости Костромского уезда Костромской губернии. По сведениям волостного правления за 1907 год в ней числилось 15 крестьянских дворов и 75 жителей. Основным занятием жителей деревни, помимо земледелия, был извоз.
До муниципальной реформы 2010 года деревня входила в состав Калинковского сельского поселения Судиславского района.

## Население
| Численность населения |      |      |      |
| Год                   | 1877 | 1897 | 1907 |
| Жителей               | 25   | 69   | 75   |
| Крестьянских дворов   | 5    | —    | 15   |

| 2008 | 2010 | 2014 |
| ---- | ---- | ---- |
| 0    | →0   | →0   |